# توپولکا
توپولکا (به لاتین: Topolka) یک منطقهٔ مسکونی در بلغارستان است که در شهرستان کروموفگراد واقع شده‌است.